# Mortes em janeiro de 2010
Mortes em 2010: ← Janeiro – Fevereiro – Março – Abril – Maio – Junho – Julho – Agosto – Setembro – Outubro – Novembro – Dezembro →
A lista a seguir relaciona pessoas notáveis que morreram em janeiro de 2010:

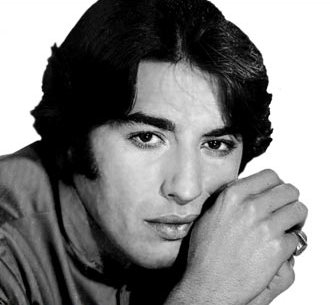
Sandro de América, cantor argentino.

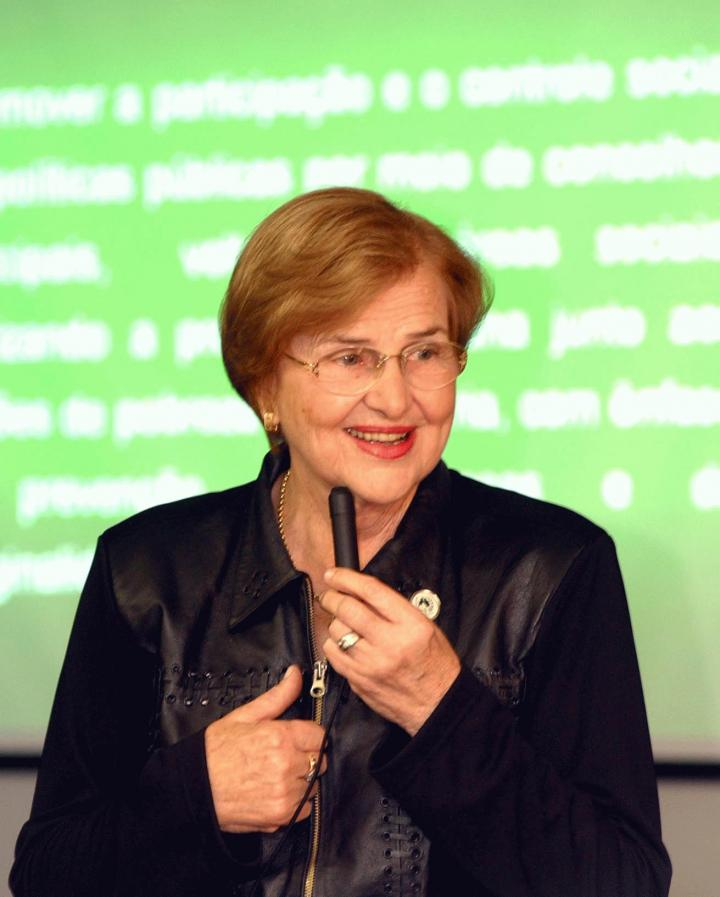
Zilda Arns, presidente da Pastoral da Criança brasileira.

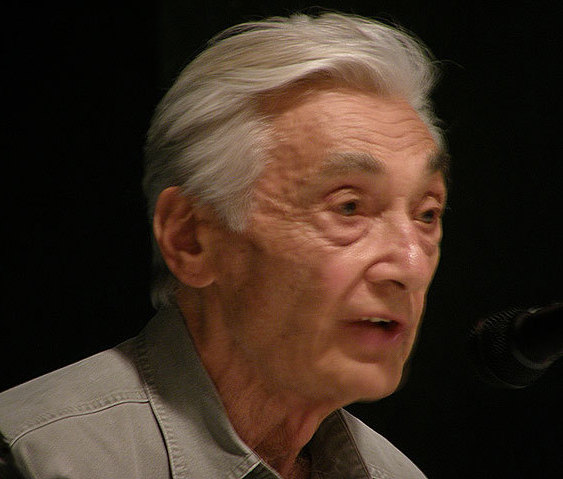
Howard Zinn, historiador estadunidense.

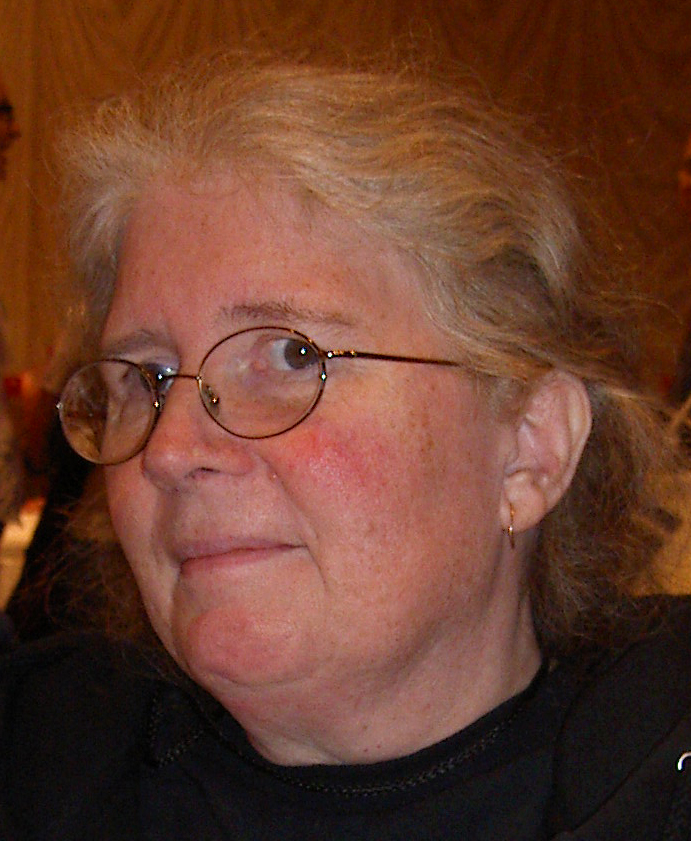
Kage Baker, escritora estadunidense.

| Dia | Nome                    | Profissão ou motivo de reconhecimento | Nacionalidade              | Ano de nasc. | Ref                 |
| --- | ----------------------- | ------------------------------------- | -------------------------- | ------------ | ------------------- |
| 1   | Alfredo Espósito Castro | Bispo                                 | Argentina                  | 1927         | [ 1 ]               |
| 1   | Billy Arjan Singh       | Ambientalista e escritor              | Índia                      | 1917         | [ 2 ]               |
| 1   | Bingo Gazingo           | Poeta e cantor                        | Estados Unidos             | 1924         | [ 3 ]               |
| 1   | Chauncey Browning Jr    | Político                              | Estados Unidos             | 1934         | [ 4 ]               |
| 1   | Faisal Bin Shamlan      | Político                              | Iêmen                      | 1934         | [ 5 ]               |
| 1   | Franz Steiner           | Político                              | Suíça                      | 1924         | [ 6 ]               |
| 1   | Freya von Moltke        | Militante anti-nazista                | Alemanha                   | 1911         | [ 7 ]               |
| 1   | Gary Brockette          | Ator                                  | Estados Unidos             | 1947         | [ 8 ]               |
| 1   | Gerd Million            | Jornalista esportivo                  | Alemanha                   | 1935         | [ 9 ]               |
| 1   | Jean Carroll            | Atriz e comediante                    | Estados Unidos             | 1911         | [ 10 ]              |
| 1   | John Freeman            | Desenhista                            | Estados Unidos             | 1916         | [ 11 ]              |
| 1   | John Shelton Wilder     | Político                              | Estados Unidos             | 1921         | [ 12 ]              |
| 1   | Lhasa de Sela           | Cantora                               | Estados Unidos             | 1972         | [ 13 ]              |
| 1   | Marlene Neubauer        | Escultora                             | Alemanha                   | 1918         | [ 14 ]              |
| 1   | Michael Dwyer           | Crítico de cinema                     | Irlanda                    | 1951         | [ 15 ]              |
| 1   | Mohamed Rahmat          | Político                              | Malásia                    | 1938         | [ 16 ]              |
| 1   | P. Chandrasekaran       | Político                              | Sri Lanka                  | 1957         | [ 17 ]              |
| 1   | Richard Kindleberger    | Jornalista                            | Estados Unidos             | 1943         | [ 18 ]              |
| 1   | Sergio Messen           | Futebolista                           | Chile                      | 1949         | [ 19 ]              |
| 1   | Tetsuo Narikawa         | Ator                                  | Japão                      | 1944         | [ 20 ]              |
| 2   | Augustine Paul          | Juiz                                  | Malásia                    | 1944         | [ 21 ]              |
| 2   | David Gerber            | Produtor de TV                        | Estados Unidos             | 1923         | [ 22 ]              |
| 2   | David R. Ross           | Escritor e historiador                | Escócia                    | 1958         | [ 23 ]              |
| 2   | Deborah Howell          | Jornalista                            | Estados Unidos             | 1941         | [ 24 ]              |
| 2   | Johann Frank            | Futebolista                           | Áustria                    | 1938         | [ 25 ]              |
| 2   | José Maria Monteiro     | Ator                                  | Brasil                     | 1923         | [ 26 ]              |
| 3   | Ali Safi Golpaygani     | Marja                                 | Irão                       | 1913         | [ 27 ]              |
| 3   | Barry Blair             | Quadrinista                           | Canadá                     | 1954         | [ 28 ]              |
| 3   | Charles Kleibacker      | Estilista                             | Estados Unidos             | 1921         | [ 29 ]              |
| 3   | Eunice Walker Johnson   | Empresária                            | Estados Unidos             | 1916         | [ 30 ]              |
| 3   | Gianni Bonichon         | Atleta de bobsleigh                   | Itália                     | 1944         | [ 31 ]              |
| 3   | Gustavo Becerra         | Compositor                            | Chile                      | 1925         | [ 32 ]              |
| 3   | Ian Brownlie            | Jurista                               | Reino Unido                | 1932         | [ 33 ]              |
| 3   | Isak Rogde              | Tradutor                              | Noruega                    | 1947         | [ 34 ]              |
| 3   | John Keith Irwin        | Sociólogo                             | Estados Unidos             | 1929         | [ 35 ]              |
| 3   | Luisito Martí           | Cantor e apresentador                 | Rep. Dominicana            | 1945         | [ 36 ]              |
| 3   | Margery Beddow          | Coreógrafa e dançarina                | Estados Unidos             | 1937         | [ 37 ]              |
| 3   | Mary Daly               | Feminista                             | Estados Unidos             | 1928         | [ 38 ]              |
| 3   | Roberto Roney           | Comediante                            | Brasil                     | 1939         | [ 39 ]              |
| 3   | Takis Michalos          | Jogador de pólo-aquático              | Grécia                     | 1947         | [ 40 ]              |
| 3   | Tibet                   | Quadrinista                           | França                     | 1931         | [ 41 ]              |
| 4   | Casey Johnson           | Socialite                             | Estados Unidos             | 1979         | [ 42 ]              |
| 4   | Erasmo Dias             | Militar e político                    | Brasil                     | 1924         | [ 43 ]              |
| 4   | Hywel Teifi Edwards     | Escritor                              | País de Gales              | 1924         | [ 44 ]              |
| 4   | Johan Ferrier           | Ex-presidente de seu país             | Suriname                   | 1910         | [ 45 ]              |
| 4   | Lew Allen               | Militar                               | Estados Unidos             | 1925         | [ 46 ]              |
| 4   | Ludwig Wilding          | Pintor                                | Alemanha                   | 1927         | [ 47 ]              |
| 4   | Sandro de América       | Cantor                                | Argentina                  | 1945         | [ 48 ]              |
| 4   | Tadeusz Góra            | Aviador e militar                     | Polónia                    | 1918         | [ 49 ]              |
| 4   | Tsutomu Yamaguchi       | Sobreviveu a 2 bombas atômicas        | Japão                      | 1916         | [ 50 ]              |
| 5   | Bernard Le Nail         | Escritor                              | França                     | 1946         | [ 51 ]              |
| 5   | Beverly Aadland         | Atriz                                 | Estados Unidos             | 1942         | [ 52 ]              |
| 5   | Courage Quashigah       | Político                              | Gana                       | 1947         | [ 53 ]              |
| 5   | George Syrimis          | Político                              | Chipre                     | 1922         | [ 54 ]              |
| 5   | George Willoughby       | Ativista                              | Estados Unidos             | 1914         | [ 55 ]              |
| 5   | Kenneth Noland          | Pintor                                | Estados Unidos             | 1942         | [ 56 ]              |
| 5   | Philippa Scott          | Ambientalista                         | África do Sul              | 1918         | [ 57 ]              |
| 5   | Toni Tecuceanu          | Ator e comediante                     | Roménia                    | 1972         | [ 58 ]              |
| 5   | Willie Mitchell         | Músico e produtor musical             | Estados Unidos             | 1928         | [ 59 ]              |
| 6   | Beniamino Placido       | Jornalista e escritor                 | Itália                     | 1929         | [ 60 ]              |
| 7   | Philippe Séguin         | Político                              | França                     | 1943         | [ 61 ]              |
| 8   | Art Clokey              | Animador                              | Estados Unidos             | 1921         | [ 62 ]              |
| 8   | Bob Blackburn           | Comentarista esportivo                | Estados Unidos             | 1924         | [ 63 ]              |
| 8   | Jean Charpentier        | Jornalista                            | Canadá                     | 1935         | [ 64 ]              |
| 8   | Monica Maughan          | Atriz                                 | Austrália                  | 1933         | [ 65 ]              |
| 8   | Piero De Bernardi       | Roteirista                            | Itália                     | 1926         | [ 66 ]              |
| 9   | Acúrsio Carrelo         | Futebolista                           | Portugal                   | 1931         | [ 67 ]              |
| 9   | Améleté Abalo           | Treinador de futebol                  | Togo                       | 1962         | [ 68 ]              |
| 10  | Mano Solo               | Cantor                                | França                     | 1963         | [ 69 ]              |
| 10  | Moisés Saba             | Empresário                            | México                     | 1963         | [ 70 ]              |
| 10  | Tony Halme              | Wrestler e político                   | Finlândia                  | 1963         | [ 71 ]              |
| 10  | Ulf Olsson              | Criminoso                             | Suécia                     | 1951         | [ 72 ]              |
| 11  | Éric Rohmer             | Cineasta                              | França                     | 1920         | [ 73 ]              |
| 11  | Juliet Anderson         | Atriz pornográfica                    | Estados Unidos             | 1938         | [ 74 ]              |
| 11  | Miep Gies               | Revelou o Diário de Anne Frank        | Países Baixos              | 1909         | [ 75 ]              |
| 12  | Hédi Annabi             | Diplomata                             | Tunísia                    | 1949         | [ 76 ]              |
| 12  | Jimmy O                 | Cantor                                | Haiti                      | 1974         | [ 77 ]              |
| 12  | Joseph Serge Miot       | Arcebispo                             | Haiti                      | 1946         | [ 78 ]              |
| 12  | Luiz Carlos da Costa    | Diplomata                             | Brasil                     | 1949         | [ 79 ]              |
| 12  | Toninho Negreiro        | Jornalista                            | Brasil                     | 1959         | [ 80 ]              |
| 12  | Zilda Arns              | Presidente da Pastoral da Criança     | Brasil                     | 1934         | [ 81 ]              |
| 13  | Ed Thigpen              | Músico                                | Estados Unidos             | 1930         | [ 82 ]              |
| 13  | Jay Reatard             | Músico                                | Estados Unidos             | 1980         | [ 83 ]              |
| 13  | Teddy Pendergrass       | Cantor                                | Estados Unidos             | 1950         | [ 84 ]              |
| 14  | Bobby Charles           | Cantor                                | Estados Unidos             | 1938         | [ 85 ]              |
| 14  | Charles Nolte           | Ator                                  | Estados Unidos             | 1923         | [ 86 ]              |
| 14  | Petra Schürmann         | Miss Mundo e apresentadora            | Alemanha                   | 1933         | [ 87 ]              |
| 15  | Bahman Jalali           | Fotógrafo                             | Irão                       | 1944         | [ 88 ]              |
| 15  | Detlev Lauscher         | Futebolista                           | Alemanha                   | 1952         | [carece de fontes?] |
| 15  | Marshall Nirenberg      | Bioquímico, Nobel de Medicina         | Estados Unidos             | 1927         | [ 89 ]              |
| 16  | George Jellinek         | Locutor de rádio                      | Hungria                    | 1919         | [ 90 ]              |
| 16  | Glen Bell               | Empresário                            | Estados Unidos             | 1923         | [ 91 ]              |
| 17  | Daisuke Gōri            | Dublador e ator                       | Japão                      | 1952         | [ 92 ]              |
| 17  | Francisco Sarno         | Futebolista e treinador               | Brasil                     | 1924         | [ 93 ]              |
| 17  | Jyoti Basu              | Político                              | Índia                      | 1914         | [ 94 ]              |
| 18  | Kate McGarrigle         | Cantora                               | Canadá                     | 1946         | [ 95 ]              |
| 19  | Panajot Pano            | Futebolista                           | Albânia                    | 1939         | [ 96 ]              |
| 22  | Apache                  | Cantor                                | Estados Unidos             | 1964         | [ 97 ]              |
| 22  | Jean Simmons            | Atriz                                 | Inglaterra/ Estados Unidos | 1929         | [ 98 ]              |
| 22  | Jennifer Lyn Jackson    | Modelo                                | Estados Unidos             | 1969         | [ 99 ]              |
| 23  | Ariosto Teixeira        | Jornalista e escritor                 | Brasil                     | 1953         | [ 100 ]             |
| 24  | Leonid Nechayev         | Cineasta                              | Rússia                     | 1939         | [ 101 ]             |
| 25  | Ali Hassam al-Majid     | Militar, o Ali Químico                | Iraque                     | 1941         | [ 102 ]             |
| 26  | Luis Carlos Gasperin    | Futebolista                           | Brasil                     | 1952         | [ 103 ]             |
| 27  | Howard Zinn             | Historiador e ativista libertário     | Estados Unidos             | 1922         | [ 104 ]             |
| 27  | J. D. Salinger          | Escritor                              | Estados Unidos             | 1919         | [ 105 ]             |
| 27  | Zelda Rubinstein        | Atriz                                 | Estados Unidos             | 1933         | [ 106 ]             |
| 28  | José Eugênio Corrêa     | Bispo                                 | Brasil                     | 1914         | [ 107 ]             |
| 28  | Kazimierz Mijal         | Político                              | Polónia                    | 1910         | [ 108 ]             |
| 29  | Zahid Sheikh            | Jogador de hóquei em campo            | Paquistão                  | 1949         | [ 109 ]             |
| 30  | Sølve Grotmol           | Comentarista esportivo                | Noruega                    | 1939         | [ 110 ]             |
| 31  | Kage Baker              | Escritora                             | Estados Unidos             | 1952         | [ 111 ]             |
| 31  | Tomás Eloy Martínez     | Escritor e jornalista                 | Argentina                  | 1934         | [ 112 ]             |